# 邊奧瓦
49°2′47″N 22°53′27″E / 49.04639°N 22.89083°E

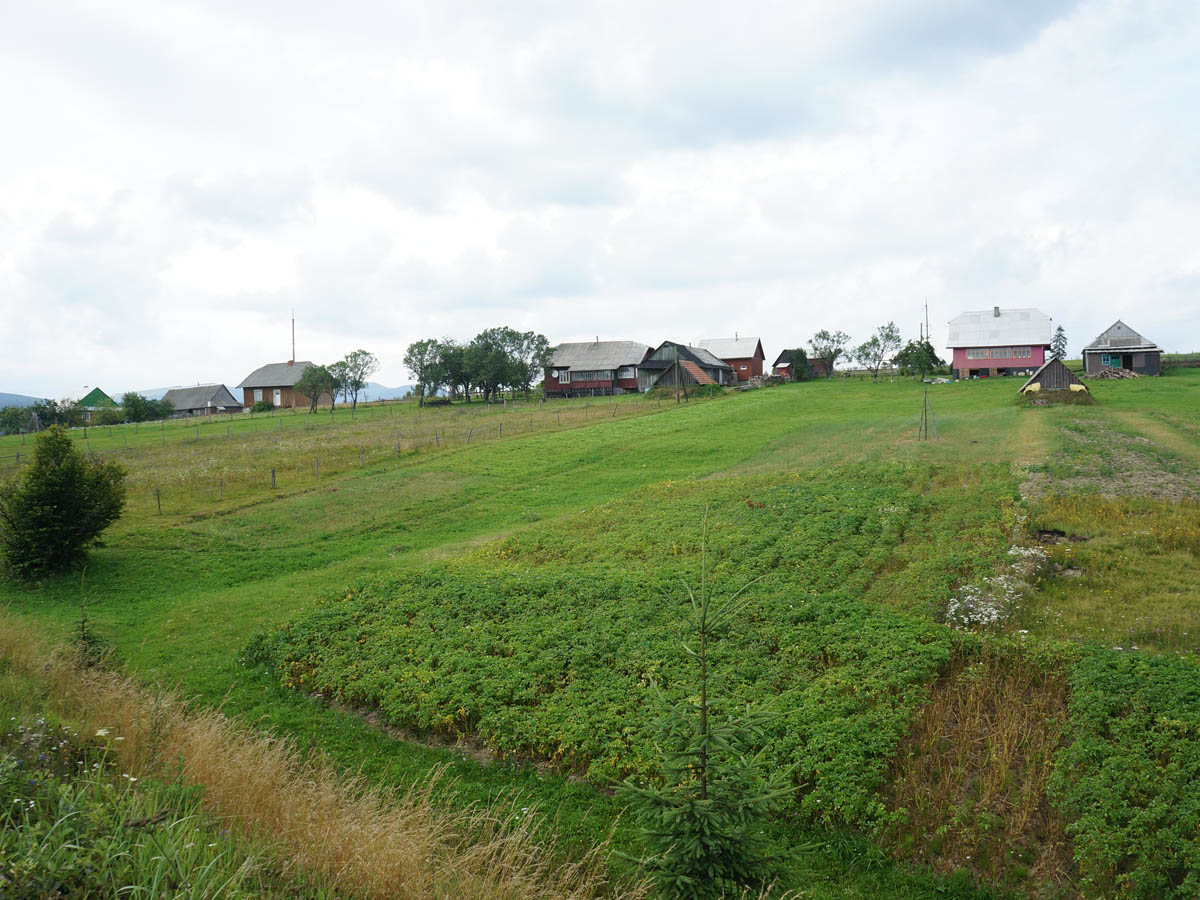

邊奧瓦（烏克蘭語：Беньова），是烏克蘭西部的村莊，隸屬利維夫州的桑比爾區。該村始建於1491年，面積0.4平方公里，海拔高度814米，2001年人口59，人口密度每平方公里163.93人。